# Sabrina Bulleri
Sabrina Bulleri (Ghezzano, 7 gennaio 1959 – Ghezzano, 17 aprile 2000) è stata un'atleta paralimpica italiana.

## Biografia
Sabrina Bulleri iniziò a praticare sport nella società ASHA di Pisa, dove trovò come compagni Soriano Ceccanti, Mariella Bertini e Santo Mangano, divenuti tutti campioni nelle diverse discipline paralimpiche.
Gareggiò nella categoria 3 (atleti in carrozzina), emergendo nelle gare di velocità, dove, alle Paralimpiadi di Seul conquistò tre medaglie d'oro, nei 100, 200 m piani e nella staffetta 4×100 m. Nella stessa edizione dei Giochi e in quella precedente, si aggiudicò tre medaglie di bronzo. Dopo il 1990 lasciò lo sport agonistico.
Morì, dopo una lunga malattia, nell'aprile 2000, a Ghezzano. Nel Parco naturale di Migliarino, San Rossore, Massaciuccoli, dove aveva lavorato, le è stato dedicato un percorso accessibile, il percorso Bulleri.

## Palmarès
| Anno | Manifestazione     | Sede                      | Evento        | Risultato | Prestazione | Note  |
| ---- | ------------------ | ------------------------- | ------------- | --------- | ----------- | ----- |
| 1984 | Giochi paralimpici | Stoke Mandeville New York | 100 m piani 3 | Bronzo    | 21"54       |       |
| 1984 | Giochi paralimpici | Stoke Mandeville New York | 4×400 m 2-5   | Bronzo    | 6'27"03     | [ 5 ] |
| 1988 | Giochi paralimpici | Seul                      | 100 m piani 3 | Oro       | 19"74       |       |
| 1988 | Giochi paralimpici | Seul                      | 200 m piani 3 | Oro       | 41"13       |       |
| 1988 | Giochi paralimpici | Seul                      | 4×100 m 2-6   | Oro       | 1'17"78     | [ 6 ] |
| 1988 | Giochi paralimpici | Seul                      | 4×200 m 2-6   | Bronzo    | 2'41"43     | [ 7 ] |

## Onorificenze
Ricevette due volte la medaglia d'oro al valore atletico: nel 1988, per le vittorie paralimpiche a Seul e nel 1990 come campionessa mondiale dei 100 metri piani.
Il 31 marzo 2022, la Giunta comunale di San Giuliano Terme intitola l'area a verde di via Gentile da Fabriano, a Mezzana, a Sabrina Bulleri.